# Ethochorema brunneum
Ethochorema brunneum är en nattsländeart som först beskrevs av Mosely in Mosely och Douglas E. Kimmins 1953.  Ethochorema brunneum ingår i släktet Ethochorema och familjen Hydrobiosidae. Inga underarter finns listade i Catalogue of Life.